# A Splendid Scapegrace
A Splendid Scapegrace è un cortometraggio muto del 1913 diretto da Charles J. Grahm.

## Trama
Trama di Moving Picture World synopsis in (EN)  su IMDb

## Produzione
Il film fu prodotto dalla Edison Company.

## Distribuzione
Distribuito dalla General Film Company, il film - un cortometraggio in una bobina - uscì nelle sale cinematografiche degli Stati Uniti il 26 aprile 1913.